# Pandanus elatus
Pandanus elatus är en enhjärtbladig växtart som beskrevs av Henry Nicholas Ridley. Pandanus elatus ingår i släktet Pandanus och familjen Pandanaceae.
Artens utbredningsområde är Julön. Inga underarter finns listade.